# Aristaria leucospila
Aristaria leucospila är en fjärilsart som beskrevs av George Francis Hampson. Aristaria leucospila ingår i släktet Aristaria och familjen nattflyn. Inga underarter finns listade i Catalogue of Life.